# أرت إكس
أرت إكس (بالإنجليزية: ArtX)‏ كانت شركة تم تأسيسها على يد مهندسين من شركة سيليكون غرافيكس الذين عملوا على وحدة معالجة الرسومات نينتندو 64. وركزت الشركة على إنتاج بطاقة عرض مرئي للحواسيب عالية الأداء ورخيصة في آن واحد، وكانوأ يأملون أن يتنافسوا مباشة مع أكبر شركات منتجة لوحدات العرض المرئي في وقتها وهي ثري دي أف أكس وإنفيديا. وعيّن ديفيد أورتون، والذي كان رأيس قسم الرسومات في شركة في شركة سيليكون غرافيكس, كرئيساً لشركة أرت إكس (وهو كان رئيس مجلس إدارة شركة إيه تي أي قبل ما تم شراؤها من قبل شركة إيه إم دي). وعرضوا أول وحدة معالجة رسومات مندمجة في معرض كومدكس (COMDEX) في خريف عام 1999, والتي سوقة من قبل شركة إيسر لابز التيوانية. وتم العقد مع هذه الشركة لتصميم وحدة معالجة الرسومات لنظام ألعاب نينتندو جيم كيوب. وبعدها مباشرة تم شراء الشركة من قبل شركة إيه تي أي في شباط عام 2000 بقيمة 400$ مليون. وقامة الشركة بتمهيد الطريق لشركة إيه تي أي لتصميم وحدة معالجة الرسومات R300 التي أطلقة عام 2002, والتي كانت القاعدة لتأسيس وحداتها العادية والفائقة الجودة للسنوات الثلاث اللاحقة.